# Peter Laird
Peter Alain Laird (North Adams, 27 de janeiro de 1954) é o co-criador das Tartarugas Ninjas, ao lado de Kevin Eastman. Ele é mais conhecido por co-criar as Tartarugas Ninja com o escritor e artista Kevin Eastman.
Seu amor por desenho era evidente desde a infância, assim como seu fascínio por dinossauros e robôs.
No caminho rumo aos quadrinhos profissionais, Laird formou-se em Belas Artes pela Universidade de Massachusetts; publicou uma homenagem ao Conan de Barry Windsor-Smith, intitulada Barbaric Fantasy; contribuiu com charges e ilustrações para o jornal estudantil da universidade, o Daily Colegian; co-criou a revista em quadrinhos SCAT e tornou real o estereótipo do "artista faminto", fazendo ilustrações durante oito anos.
Foi um encontro casual com o jovem e promissor artista Kevin Eastman, em 1982, que lançou Laird em seu atual caminho, que culminou com a publicação das Tartarugas Ninjas, publicação esta financiada por eles próprios.